# تاداس كيجانسكاس
تاداس كيجانسكاس (6 سبتمبر 1985 بفيلنيوس في ليتوانيا - ) هو لاعب كرة قدم ليتواني في مركز الدفاع. شارك مع منتخب ليتوانيا لكرة القدم. أما مع النوادي، فقد لعب مع كاريدا كاوناس وكورونا كييلتسى ونادي سودوفا ماريامبوله ونادي كاوناس وهبوعيل حيفا وياغيلونيا بياويستوك ونادي شيلوت ‏ وFK Vėtra ‏.

## وصلات خارجية
- تاداس كيجانسكاس على موقع الاتحاد الدولي (مؤرشف)  (الإنجليزية)
- تاداس كيجانسكاس على موقع الاتحاد الأوربي (الإنجليزية)
- تاداس كيجانسكاس على موقع قاعدة بيانات كرة القدم.إي يو (الإنجليزية)
- تاداس كيجانسكاس على موقع ناشيونال فوتبول تيمز (الإنجليزية)
- تاداس كيجانسكاس على موقع Soccerway.com (الإنجليزية)
- تاداس كيجانسكاس على موقع عالم كرة القدم.نت (الإنجليزية)